# Owain Owain
Owain Owain (Pwllheli, 11 dicembre 1929 – Pwllheli, 19 dicembre 1993) è stato uno scrittore e poeta britannico di origine gallese. Ha fondato, fra le altre cose, la rivista Tafod y Ddraig ("La lingua del drago"), che dagli anni '60 è la voce principale della Welsh Language Society

## Biografia
Nato a Pwllheli nel 1929, ha frequentato la scuola Ysgol Tŷ Tan Domen a Bala. Studia e si laurea alla Bangor University. Dopo aver lavorato come scienziato nucleare a Windscale, è tornato in Galles nel 1956, a Bangor, con la moglie Eira e i quattro figli, fa cui Robin Llwyd ab Owain. Era membro del Mensa International e ha indetto manifestazioni a favore della Welsh Language Society.
Ha disegnato il logo della società Tafod y Ddraig ("La lingua del drago"). Questo primo schizzo è depositato presso la Biblioteca Nazionale del Galles. Dafydd Iwan, politico gallese, afferma: "Ha ispirato la mia generazione e ha gettato solide basi su cui è stata costruita la Welsh Language Society".

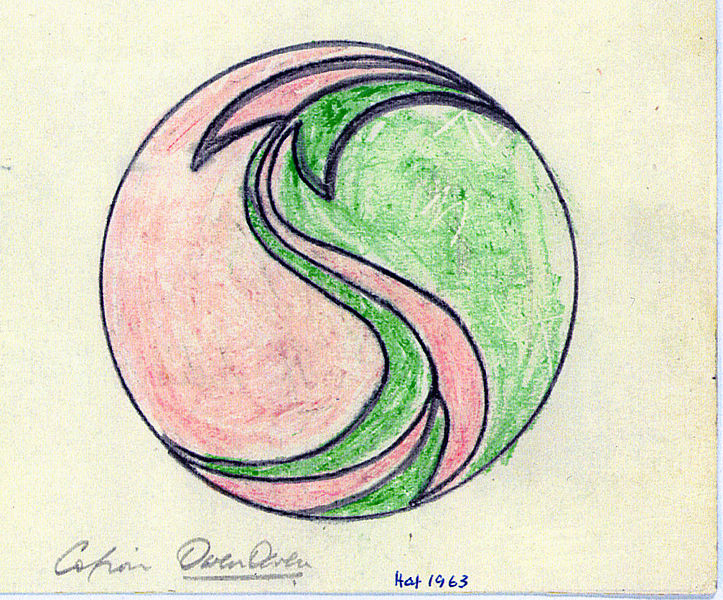
Il bozzetto originale della Lingua del drago creato da Owain Owain.

Il suo libro di fantascienza intitolato Y Dydd Olaf ("L'ultimo giorno") è stato descritto dal critico letterario Pennar Davies: "Niente di simile a questo libro è stato visto prima né nella nostra lingua né in qualsiasi altra lingua. Dovremmo rallegrarci che tale genialità esista nella scrittura gallese".

## Premi e riconoscimenti
- 1977 – Libro gallese dell'anno per il romanzo Mical